# Lactarius longipes
Lactarius longipes é um fungo que pertence ao gênero de cogumelos Lactarius na ordem Russulales. Encontrado no Zaire, foi descrito cientificamente pela micologista Annemieke Verbeken em 1996.